# Rosa 'POULmulti'
'Avon' (el nombre del obtentor registrado de 'POULmulti'®, 'POUlrnula'®), es un cultivar de rosa que fue conseguido en Dinamarca en 1992 por el rosalista danés Poulsen.

## Descripción
'Shrimp Hit' es una rosa moderna cultivar de la serie "County Series Collection, Towne & Country ® Series" del grupo Patio.
El cultivar procede del cruce de parentales no revelados.
Las formas arbustivas del cultivar tienen porte erguido compacto y alcanza de 30 a 45 cm de alto por 60 a 120 cm de ancho. Las hojas son de color verde oscuro brillante.
Sus delicadas flores de color blanco con estambres amarillos. Fragancia moderada a rosa silvestre. Rosa de diámetro pequeño de 2.25" semidoble de 9 a 16 pétalos. La flor pequeña, en ramos pequeños, flor plana a forma de taza. 
Florece en oleadas a lo largo de la temporada. Primavera o verano son las épocas de máxima floración, si se le hacen podas más tarde tiene después floraciones dispersas.

## Origen
El cultivar fue desarrollado en Dinamarca por el prolífico rosalista danés Poulsen, en 1992. 'Avon' es una rosa híbrida diploide con ascendentes parentales no revelados.
El obtentor fue registrado bajo el nombre cultivar de 'POULmulti'®, 'POUlrnula'®, por Poulsen en 1992 y se le dio el nombre comercial de exhibición 'Avon'™.
También se le reconoce por los sinónimos de 'POULmulti'®, 'POUlrnula'®, 'Avon'™ (miniatura, Olesen, 1992), 'Snow Cover'™, 'Fairy Lights', 'Niagara' (arbusto, Olesen, 1998) y 'Sunnyside' (miniatura, Olesen, 1992).
La rosa fue conseguida por hibridación por " L. Pernille Olesen"/"Mogens Nyegaard Olesen" en Dinamarca antes de 1992, e introducida en el mercado danés en 1992 por Poulsen Roser A/S como 'Avon'.
La rosa fue introducida en Reino Unido con la patente "United States - Patent No: PP 12,987  on  17 Sep 2002/Application No: 09/780,136  on  8 Feb 2001" con el nombre de 'Avon'.
La rosa fue introducida en la Comunidad Europea con la patente "European Union - Patent No: 352  on  2 Aug 1996/Application No: 95/0595/Holder: Poulsen Roser ApS. Denomination approved: POULMULTI."

## Cultivo
Aunque las plantas están generalmente libres de enfermedades, es posible que sufran de punto negro en climas más húmedos o en situaciones donde la circulación de aire es limitada.
Las plantas toleran media sombra, a pesar de que se desarrollan mejor a pleno sol. En América del Norte son capaces de ser cultivadas en USDA Hardiness Zones 6b a 9b. La resistencia y la popularidad de la variedad han visto generalizado su uso en cultivos en todo el mundo.
Puede ser utilizado para las flores cortadas, jardín o patio en contenedores. Vigorosa. En la poda de primavera es conveniente retirar las cañas viejas y madera muerta o enferma y recortar cañas que se cruzan. En climas más cálidos, recortar las cañas que quedan en alrededor de un tercio. En las zonas más frías, probablemente hay que podar un poco más que eso. Requiere protección contra la congelación de las heladas invernales.